# Список участников группы The Move
The Move — британская рок-группа, образованная в декабре 1965 года. В первоначальном составе группы было пятеро участников (Уэйн, Вуд, Бертон, Кеффорд и Бивэн).

## История
За пять лет группа успела попасть в топ-20 британских чартов, но были одной из самых популярных британских групп, не имевших реального успеха в США.
Хотя басист/бэк-вокалист Крис Кеффорд был первоначальным лидером, большую часть своей карьеры «Move» возглавлял лид-гитарист и автор большинства песен группы Рой Вуд. Именно он и написал все британские синглы группы.
«The Move» развился из нескольких Бирмингемских групп середины 1960-х, включая «Carl Wayne & the Vikings», «Nightriders» и «Mayfair Set». Их название связано с тем, что различные участники этих групп предприняли попытку сформировать «Move».
Окончательный состав 1972 года состоял из трио Вуда, Бевана и Джеффа Линна; вместе они совершили переход группы в Electric Light Orchestra.
В период с 2007 по 2014 годá Бертон и Беван периодически выступали как «The Move Featuring Bev Bevan and Trevor Burton».

## Участники

### Последний состав
| Изображение | Имя           | Годы                        | Инструменты                                               | Релизы              |
| ----------- | ------------- | --------------------------- | --------------------------------------------------------- | ------------------- |
|             | Фил Бейтс     | 2004-2014                   | вокал гитары (2004–2007)                                  | никто               |
|             | Тревор Бартон | (Неоф. участник: 2004–2007) | ритм-гитара (1965–1969) соло-гитара (2004–2014) бэк-вокал | Move (1968)         |
|             | Тони Келси    | 2014                        | ритм-гитара бэк-вокал                                     | никто               |
|             | Эбби Брант    | 2014                        | клавишные бэк-вокал                                       | никто               |
|             | Фил Три       | 2004-2014                   | бас бэк-вокал                                             | никто               |
|             | Бив Бивэн     | 1965–1972 1981 2004–2014    | ударные бэк-вокал                                         | все релизы The Move |

### Бывшие
| Изображение | Имя          | Годы                    | Инструменты                           | Релизы                                              |
| ----------- | ------------ | ----------------------- | ------------------------------------- | --------------------------------------------------- |
|             | Рой Вуд      | 1965–1972 1981          | соло-гитара клавишные вокал бэк-вокал | все релизы The Move                                 |
|             | Карл Уэйн    | 1965-1970 (умер в 2004) | вокал                                 | Move (1968) и Shazam (1970)                         |
|             | Эйс Кеффорд  | 1965–1968 1981          | бас бэк-вокал                         | Move (1968)                                         |
|             | Рик Прайс    | 1969-1971               | бас бэк-вокал                         | Shazam (1970) и Looking On (1970)                   |
|             | Джефф Линн   | 1969-1972               | ритм-гитара клавишные бэк-вокал       | Looking On (1970) и Message from the Country (1971) |
|             | Нил Локвуд   | 2004-2014               | клавишные                             | никто                                               |
|             | Гордон Хилер | 2007-2014               | ритм-гитара бэк-вокал                 | никто                                               |

### Неофициальные
| Изображение | Имя          | Годы                | Инструменты          | Релизы |
| ----------- | ------------ | ------------------- | -------------------- | ------ |
|             | Ричард Тэнди | 1968–1969 1971–1972 | бас-гитара клавишные | никто  |
|             | Билл Хант    | 1971-1972           | клавишные            | никто  |

## Составы
| Период                       | Составы | Релизы                            |
| ---------------------------- | --- | --------------------------------- |
| Декабрь 1965 — Июль 1968     | - Карл Уэйн — вокал - Рой Вуд — соло-гитара - Тревор Бартон — ритм-гитара - Эйс Кеффорд — бас-гитара - Бив Бивэн — ударные                                                                          | - Move (1968)                     |
| Июль 1968 — Июль 1969        | - Карл Уэйн — вокал - Рой Вуд — соло-гитара - Тревор Бартон — ритм-гитара - Ричард Тэнди — бас, клавишные Неофициально - Бив Бивэн — ударные                                                        | никто                             |
| Июль 1969 — Февраль 1970     | - Карл Уэйн — вокал, ритм-гитара - Рой Вуд — соло-гитара, клавишные - Рик Прайс — бас-гитара - Бив Бивэн — ударные                                                                                  | - Shazam (1970)                   |
| Февраль 1970 — Январь 1971   | - Рой Вуд — соло-гитара, вокал, саксофон, блокфлейта - Джефф Линн — ритм-гитара, клавишные - Рик Прайс — бас-гитара - Бив Бивэн — ударные                                                           | - Looking On (1970)               |
| Февраль 1971 — Июль 1971     | - Рой Вуд — соло-гитара, вокал, саксофон, блокфлейта - Джефф Линн — ритм-гитара, клавишные, бас - Бив Бивэн — ударные                                                                               | - Message from the Country (1971) |
| Июль 1971 — Июль 1972        | - Рой Вуд — соло-гитара, саксофон, блокфлейта, вокал - Джефф Линн — ритм-гитара, клавишные - Билл Хант — клавишные Unofficial member - Ричард Тэнди — бас-гитара Неофициально - Бив Бивэн — ударные | никто                             |
| Группа неактивна с 1972—1981 | |                                   |
| Апрель 1981                  | - Рой Вуд — гитары, вокал - Эйс Кеффорд — бас-гитара - Бив Бивэн — ударные | никто                             |
| Группа неактивна с 1981—2004 | |                                   |
| Июль 2004 — Июль 2007        | - Фил Бэйтс — вокал, ритм-гитара - Тревор Бартон — соло-гитара Неофициально - Нил Локвуд — клавишные - Фил Три — бас-гитара - Бив Бивэн — ударные                                                   | никто                             |
| Июль 2007 — Март 2014        | - Фил Бэйтс — вокал - Тревор Бартон — соло-гитара - Гордон Хилер — ритм-гитара - Нил Локвуд — клавишные - Фил Три — бас-гитара - Бив Бивэн — ударные                                                | никто                             |
| Март — Май 2014              | - Фил Бэйтс — вокал - Тревор Бартон — соло-гитара - Тони Кесли — ритм-гитара - Фил Три — бас-гитара - Эбби Брант — клавишны - Бив Бивэн — ударные                                                   | никто                             |